# La Victoria kommun, Valle del Cauca
La Victoria är en kommun i Colombia.   Den ligger i departementet Valle del Cauca, i den centrala delen av landet, 210 km väster om huvudstaden Bogotá. Antalet invånare är 14 134.